# Metropol (journal hongrois)
Pour les articles homonymes, voir Metropol.
Metropol (/ˈmɛtropol/) est un quotidien hongrois, créé en 1998 à Budapest sous le nom de Metro. Il s'agit d'un journal gratuit paraissant dans les grandes villes hongroises tous les jours ouvrés. Son tirage atteint 300 000 exemplaires.
Il est édité par le groupe de presse suédois Metro International, groupe spécialisé dans la publication de quotidiens locaux gratuits à travers le monde. 
Le quotidien gratuit local Metro est présent dans le monde avec 84 éditions, dans 23 pays et en 18 langues. La première édition est créée à Stockholm en Suède.
L'ensemble des éditions du journal Metro utilise généralement le même logo, des mises en pages similaires et des polices de caractères identiques (Corpid pour les titres et une variation de Swift (police d'écriture) pour le contenu en écriture latine, cyrillique ou grecque).